# Neptis paliens
Neptis paliens är en fjärilsart som beskrevs av Hans Fruhstorfer 1908. Neptis paliens ingår i släktet Neptis och familjen praktfjärilar. Inga underarter finns listade i Catalogue of Life.